# Ronaldinho
Ronaldo de Assis Moreira, becenevén Ronaldinho Gaúcho, Dinho vagy egyszerűen Ronaldinho (Porto Alegre, 1980. március 21. –) világbajnok brazil válogatott labdarúgó.

## Pályafutása
Hazája csapatában, a Grêmióban kezdte pályafutását, ahol játéka olyan kiemelkedő volt, hogy 1997-ben meghívták az U17-es vb-re készülő válogatottba. Tehetségét itt mutathatta meg először a nemzetközi labdarúgóvilágnak. Brazília megnyerte a tornát, a legjobb játékosnak járó díjat Ronaldinho kapta.

### PSG
Szinte azonnal több neves európai klub is megkereste ajánlatával az ifjú tehetséget, aki végül a Paris Saint-Germain szerződését fogadta el, és 2001-ben átköltözött a francia fővárosba. A párizsi csapattal igazán nagy sikereket ugyan nem ért el, azonban játéktudásban rengeteget fejlődött, 2002-ben már felnőtt világbajnokságot nyert a seleçãóval.

### Barcelona
2003-ban 27 millió euróért szerződött az FC Barcelonához, mely nagy mértékben az ő kiváló játékának köszönhetően hosszú évek után ismét bajnokságot tudott nyerni. 2005-ben neki ítélték a játékosoknak adható legrangosabb díjat: az Aranylabdát. 2006-ban UEFA-bajnokok ligáját is nyert a csapattal.

### Milan
2008. július 15-én 2011-ig szóló hároméves szerződést írt alá az AC Milan csapatával.
A 2008–2009-es szezon remekül indult neki, de a tavaszi félidényben hanyagolni kezdte őt Carlo Ancelotti, és szinte csak az UEFA Kupában játszott. Aztán jött az edzőváltás a Milannál: a felkészülési meccseken már látszott, hogy Ronaldinho kezd formába lendülni, bár a csapat a felkészülési mérkőzéseken egyetlenegyszer nyert, azt is büntetőkkel (a Luigi Berlusconi kupán a Juve ellen). A bajnokságban rosszul kezdtek Leonardóék, de az AS Roma ellen formába lendültek, és a BL-ben a Real ellen (2-3 lett a Milan javára) Leonardo új felállás mellett döntött: a 4–3–3 mellett. A Milan ezután sokáig ezt a felállást alkalmazta, és Ronaldinho is úgy játszott, mint annak idején a Barcelonában.

### Flamengo
Az AC Milantól érkező 30 éves világbajnok játékmester négyéves szerződést kötött a klubbal. Bár a Flamengo üzleti titoknak minősítette a transzfer részleteit, néhány olasz portálon az jelent meg, hogy Gallianiék azért engedtek 5 millió eurót Dinho korábban épp általuk meghatározott vételárából, mert a szerződés tartalmaz egy olyan záradékot, amely szerint a Milannak a következő években minden olyan Flamengo-játékosra elővételi joga lesz, akit le szeretne igazolni. Más források szerint ez azt jelenti, hogy a Milan szabadon vásárolhat a Flamengo keretéből.

### Atlético Mineiro
Egy újabb brazil klubhoz szerződve megerősítette, hogy hazájában szeretné folytatni pályafutását. A brazil középpályás állítólag azért érkezett a klubhoz, mert a Flamengo 20 millió dollárral tartozott neki.

### Querétaro
2014-ben a mexikói Querétaróhoz igazolt, amellyel a 2015-ös Clausura szezonban ezüstérmet szerzett. Néhány héttel később megköszönte a szurkolóknak a támogatást, és eligazolt Mexikóból.

### Fluminense
Ronaldinho miután eligazolt a Querétaro csapatától, itt kezdte a 2015–2016-os szezont.

## Családja
Futballművelő családban nőtt fel, apja és egyik testvére, Roberto is labdarúgó volt. Apját kilencesztendős korában elveszítette (a családi medencében szívrohamot kapott), a családot ezek után pedig Roberto tartotta el, aki Svájcban, a Sion csapatában játszott. A későbbiekben Roberto Ronaldinho menedzsere is lett. Van egy kisfia.

## Aktív labdarúgás után
2015 körül védett területen építkeztek Porto Alegrében, ezért pénzbüntetést kaptak. 2018-ban az ügyészség zárolta az ő és fivére bankszámláját mivel 2 millió euróval tartozik, emellett bevonták az útleveleiket. De mégis számos helyen felbukkant jótékonysági mérkőzésén. 2020 márciusában Paraguayban testvérével együtt előállították őket a hatóságok a gyanú szerint hamis iratokkal  érkeztek az országba. Hotelszobájukat átkutatták és megtalálták a hamis okmányokat. Másnap kihallgatták a korábbi aranylabdás brazil labdarúgót. Később kiengedték őket a kihallgatás után. Azon a hétvégén újra letartóztatták őket és börtönbe kerültek. A börtönben labdarúgó börtöntornán pályára lépett az egyik csapatban. Ronaldinho a 11-2-re megnyert mérkőzésen öt gólt szerzett és 6 gólpasszt osztott ki. Annak ellenére lépett végül pályára, hogy korábban arról szóltak a hírek, miszerint a börtön egyik vezetője azt nyilatkozta, nem engedi pályára lépni és ha pályára is lép nem szerezhet gólt.

## Sikerei, díjai

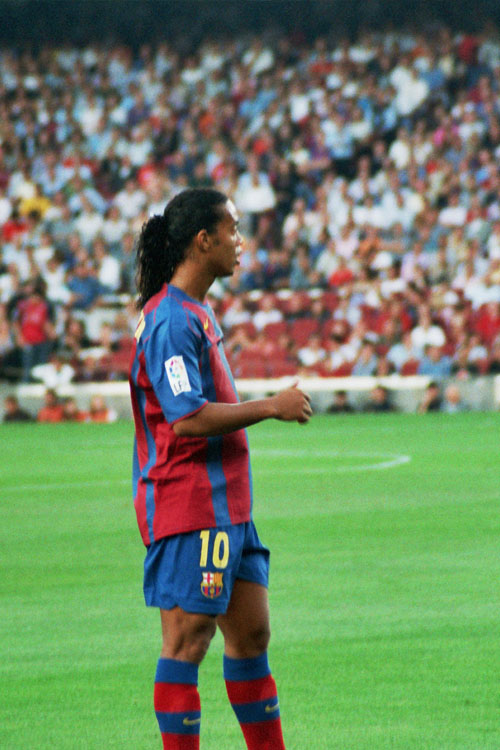
Ronaldinho egy Barcelona–Numancia mérkőzésen

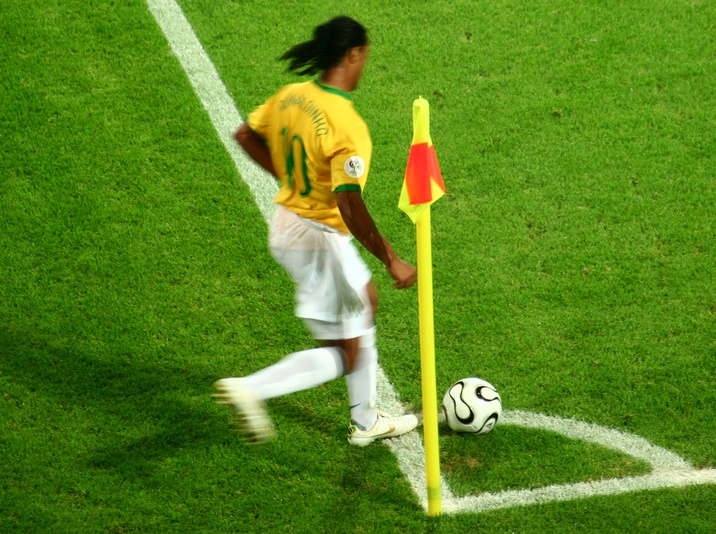
Ronaldinho a válogatottban

### Egyéni díjak
- Rio Grande do Sul állam gólkirálya (1999)
- a Konföderációs Kupa gólkirálya (1999)
- a Konföderációs Kupa legjobb játékosa (1999)
- a spanyol liga legjobb latin-amerikai játékosa az EFE hírügynökség szavazatai alapján (2004 és 2005)
- a spanyol liga legjobb játékosa a Don Balon osztályzatai alapján (2004)
- Az Év Labdarúgója (FIFA) (2004 és 2005)
- FIFPro év legjobbja (2005)
- Onze d’Or győztes: (2005)
- Aranylabda (2005)
- az év legjobb támadója az UEFA szavazásán (2005)
- a Bajnokok Ligája legjobb játékosa az UEFA szavazásán (2006)
- az évtized játékosa (2009)

### Klubcsapattal
- FC Barcelona
- a Joan Gamper kupa győztese (2003)
- spanyol bajnok (2005 és 2006)
- spanyol szuperkupagyőztes (2005 és 2006)
- Bajnokok Ligája-győztes (2006)

### Válogatott sikerek
- Copa América-aranyérmes (1999 és 2007)
- Világbajnok (2002)
- a Konföderációs Kupa győztese (2005)
- a Konföderációs Kupa győztese (2009)